# Gebirgsjäger

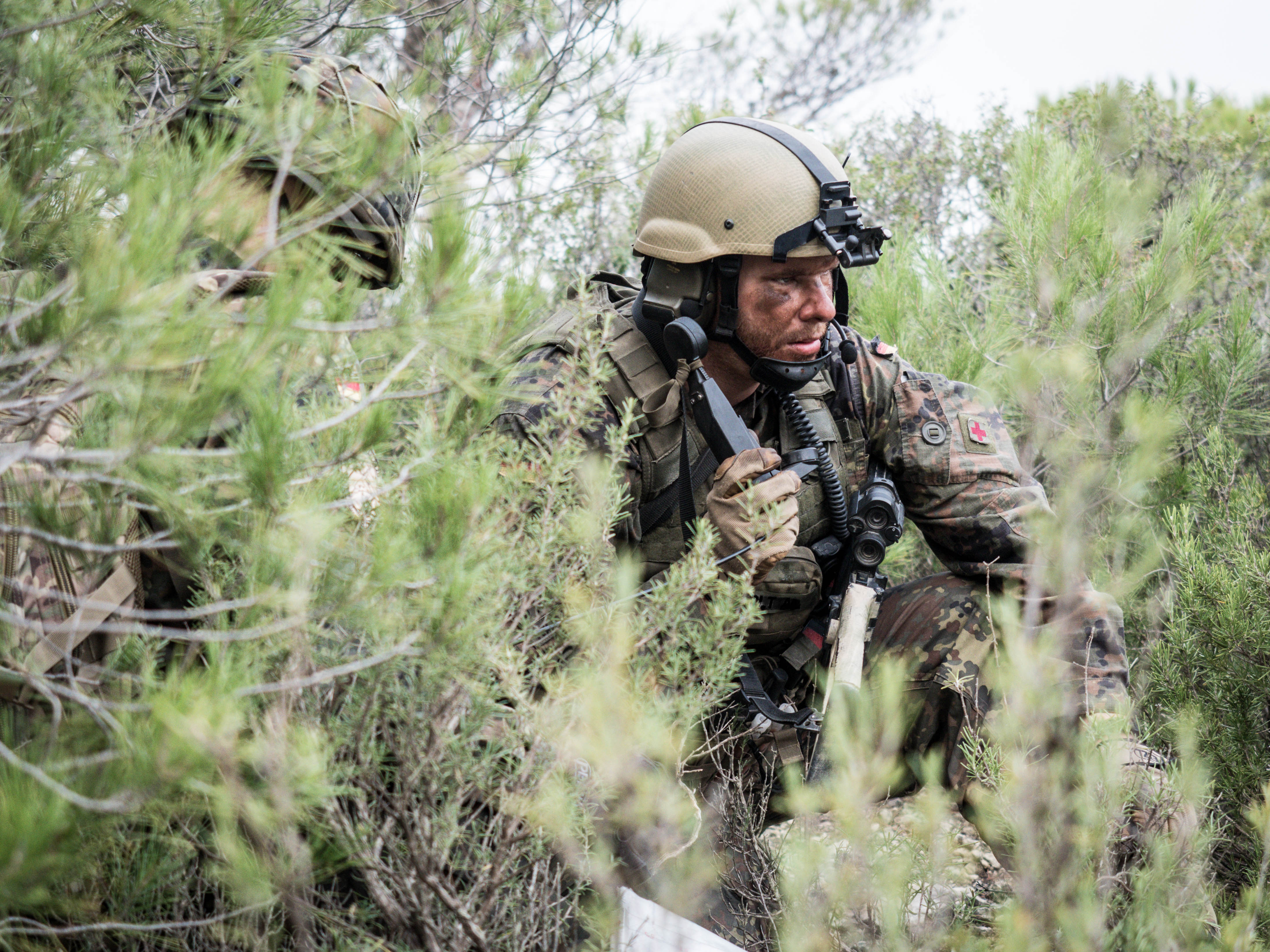
Tysk bergsjägargruppchef i San Gregorio i Spanien under NATO-övningen Trident Juncture 2015.

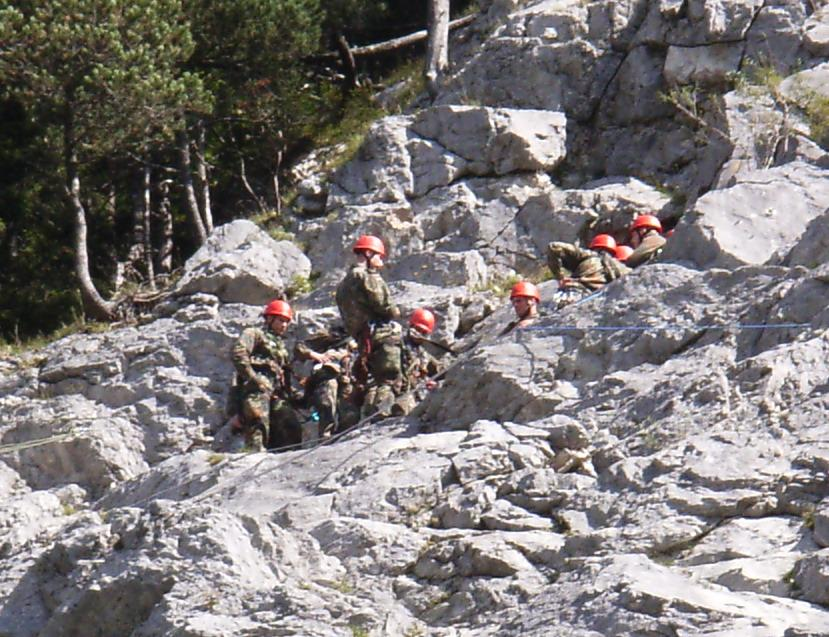
Gebirgsjäger ur Bundeswehr under en klättringsövning i Mittenwald

Gebirgsjäger, "bergsjägare" på svenska, är den tyska benämningen på förband avsedda att verka i bergsmiljö, särskilt Alperna, och på soldater som tillhör dessa förband. Gebirgsjäger-förband är en typ av lätt infanteri vars traditioner sträcker sig tillbaka till före första världskriget.

## Österrike-Ungern
På förslag av Conrad von Hötzendorf grundades de österrikiska bergsjägartrupperna 1906, inte som en del av dubbelmonarkins gemensamma armé k.u.k. Armee, utan som en del av den österrikiska riksdelens egen armé, k.k. Landwehr för att förstärka det högalpina gränsförsvaret. Vissa landsskytteregementen ombildades till bergstrupper och tillsammans med landstormsgränsskyddskompanierna och gendarmeriet utgjorde de ryggraden i ett lokalbaserat gränsförsvar. Förbanden påbörjade högalpin utbildning och förlades i sommarstationer vid alpvärdshus, vandrarhyddor och i tältläger. Vinterstationerna låg i alpdalarna där ett omfattande program med vinterövningar, alpkurser och skidutbildning även ägde rum. Sedan 1907 bar de österrikiska bergsjägarna en edelweiss som förbandstecken på vapenrockens krage.
- K.k. Landesschützen-Regiment „Trient“ Nr. I med stab i Trentino
- K.k. Landesschützen-Regiment „Bozen“ Nr. II med stab i Bolzano
- K.k. Landesschützen-Regiment „Innichen“ Nr. III med stab i San Candido
- K.k. Landwehr Infanterie Regiment „Klagenfurt“ Nr. 4 med stab i Klagenfurt
- K.k. Landwehr Infanterie Regiment „Laibach“ Nr. 27 med stab i Ljubljana

Under första världskriget blev de österrikiska bergsjägarna först insatta i offensiven mot Ryssland, trots att det inte motsvarade deras planerade mobiliseringsuppgifter. I striderna på den ryska fronten, i Galizien, i Karpaterna och i Serbien led bergsjägarna svåra förluster. Vid Italiens angrepp mot Österrike-Ungern på våren 1915 stod grevskapet Tyrolens gräns oförsvarad. Hastigt uppställda landstorms- och konvalescentförband, några få aktiva trupper, samt den frivilliga skytterörelsen fick sättas in och lyckades hejda de italienska bergstrupperna. På sommaren 1915 återfördes de återuppsatta bergsjägarförbanden till hemorten och insattes i alpstriderna. Tillsammans med fyra tyrolska jägarregementen, fältjägarbataljoner och vanligt infanteri lyckades man under hela kriget hindra att italienska trupper kom över gränsen till grevskapet Tyrolen].
- Militära grader i de österrikiska bergstrupperna

## Österrike under mellankrigstiden
I republiken Österrike uppsattes under mellankrigstiden bergstrupper och bergsjägarförband. De sistnämnda gick då under benämningen alpjägare. Efter Anschluss blev Alpenjägerbataillon Nr.4 och Tiroler Landesschützenregiment Dr. Dollfuß nedlagda. Övriga förband införlivades i Wehrmacht (se nedan).
- Kärntner Alpenjägerbataillon Nr. 1 (Blev 1938 II. bataljonen/Gebirgsjäger-Regiment 137.)
- Osttiroler Alpenjägerbataillon Andreas Hofer Nr. 3 (Blev 1938 III. bataljonen/Gebirgsjäger-Regiment 137.)
- Vorarlberger Alpenjägerbataillon Nr. 4 (nedlagd 1938)
- Kärntner Alpenjägerbataillon Nr. 5 (Blev 1938 II. bataljonen/Gebirgsjäger-Regiment 139.)
- Steirisches Alpenjägerregiment Feldmarschall Daun Nr. 9 (Blev 1938 II. bataljonen/Gebirgsjäger-Regiment 138.)
- Oberösterreichisches Alpenjägerregiment Kaiserin Maria Theresia Nr. 8  (Blev 1938 Infanterie-Regiment 130.)
- Steirisches Alpenjägerregiment Feldmarschall Conrad von Hötzendorf Nr. 10 (Blev 1938 III./Gebirgsjäger-Regiment 138.)
- Tiroler Jägerregiment (Blev 1938 delat och införlivat med respektive Gebirgsjäger-Regiment 136 och 140.)
- Tiroler Landesschützenregiment Dr. Dollfuß (nedlagd 1938)

## Gebirgsjäger i andra världskriget
Under andra världskriget satte den tyska armén inom Wehrmacht-Heer och Waffen-SS upp ett antal Gebirgsjäger-förband. Kvaliteten på dessa divisioner varierade, då till exempel 1. Gebirgs-Division klassades som elit medan 13. Waffen-Gebirgs-Division der SS Handschar (kroatische Nr. 1) ansågs vara otillförlitliga i strid.
Gebirgsjäger-förbanden inom Wehrmacht-Heer var redan 1941 väl utvecklade, med hela Gebirgskorps uppställda i Norge. Divisionerna var lätt utrustade med en stor del av transportkapaciteten i form av packmulor. Gebirgsjäger-förbanden utrustades med färre automatvapen än reguljära infanteridivisioner, dock försågs kulspruteskyttarna med mer ammunition än sina motsvarigheter i infanteridivisionerna. En Gebirgsjäger kändes igen på de märken i form av en edelweiss han bar på ärmarna och i mössan.
Gebirgsjäger-divisioner deltog i många kända slag som Operation Weserübung, Operation Silberfuchs, Operation Platinfuchs och Operation Polarfuchs, de tyska operationerna i Kaukasus, i norra Italien, invasionen av Kreta och i slaget om Siegfriedlinjen.

### Divisioner
Heer
- 1. Gebirgs-Division
- 2. Gebirgs-Division
- 3. Gebirgs-Division
- 4. Gebirgs-Division
- 5. Gebirgs-Division
- 6. Gebirgs-Division
- 7. Gebirgs-Division
- 8. Gebirgs-Division
- 9. Gebirgs-Division (Ost)
- 9. Gebirgs-Division (Nord)
- 157. Gebirgs-Division
- 188. Gebirgs-Division
- 188. Reserve-Gebirgs-Division
- Gebirgs-Division Steiermark
- 1. Volks-Gebirgs-Division

Waffen-SS
- 6. SS-Gebirgs-Division Nord
- 7. SS-Freiwilligen-Gebirgs-Division Prinz Eugen
- 13. Waffen-Gebirgs-Division der SS Handschar (kroatische Nr. 1)
- 21. Waffen-Gebirgs-Division der SS Skanderbeg (albanische Nr. 1)
- 23. Waffen-Gebirgs-Division der SS Kama (kroatische Nr. 2)
- 24. Waffen-Gebirgs-(Karstjäger)-Division der SS

## Det moderna Österrike
I det moderna Österrike hör bergstrupperna till 6. Jägerbrigade, som är hochgebirgsgeweblich (alpinmobil).
- Jägerbataillon 23 i Bludesch och Landeck.
- Jägerbataillon 24' i Lienz och Sankt Johann im Pongau.
- Jägerbataillon 26 i Spittal/Drau och Tamsweg.
- Klövjeförband i Hochfilzen, med haflinger och mulor.

## Tyskland
När Bundeswehr bildades 1956 återkom Gebirgsjäger-förbanden som eget truppslag. Fram till 2001 organiserades Gebirgsjäger-förbanden i 1. Gebirgsdivision, men denna upplöstes under en större reform av den tyska försvarsmakten. Traditionerna förs vidare av Gebirgsjägerbrigade 23 med högkvarter i Bad Reichenhall (Bayern). Alla Gebirgsjäger-bataljoner är förlagda i södra Bayern utom en i Schneeberg i (Sachsen).

### Lista över alla aktiva Gebirgsjäger-förband i Bundeswehr (2006)
- Gebirgsjägerbrigade 23
  - Gebirgsjägerbataillon 231
  - Gebirgsjägerbataillon 232
  - Gebirgsjägerbataillon 233
  - Gebirgsjägerbataillon 571 (i Sachsen)
- Ausbildungszentrum für Gebirgstragtierwesen 230 (utbildningscentrum för klövjeförband)
- Gebirgsaufklärungskompanie 230 (specialiserat spaningskompani)
- Gebirgs- und Winterkampfschule (internationellt utbildningscentrum för strid i bergs- och vintermiljö)

Gebirgsjäger-soldater bär en grå skärmmössa ("Bergmütze") med en edelweiss på vänster sida. Denna mössa särskiljer dem från alla andra tyska soldater som bär baskermössa.

## Galleri

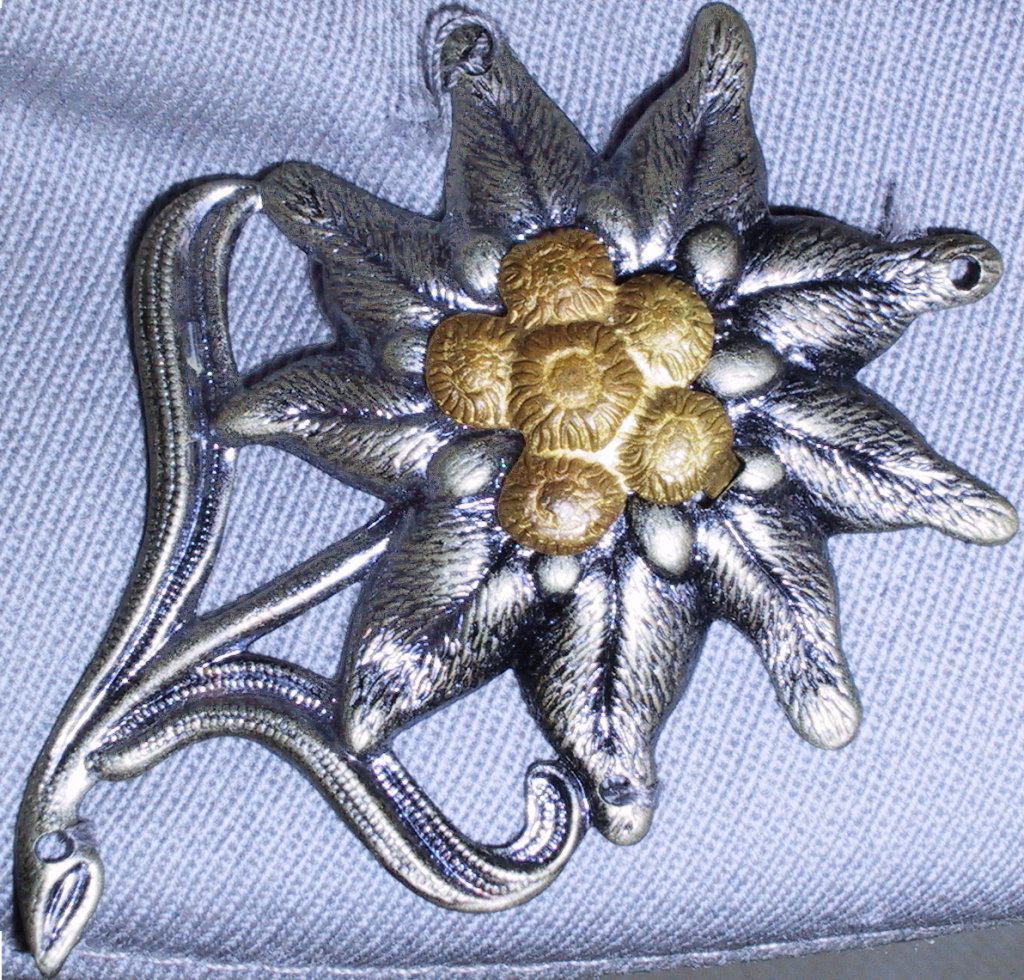
Edelweiss-märke buret i mössan av Gebirgsjäger.
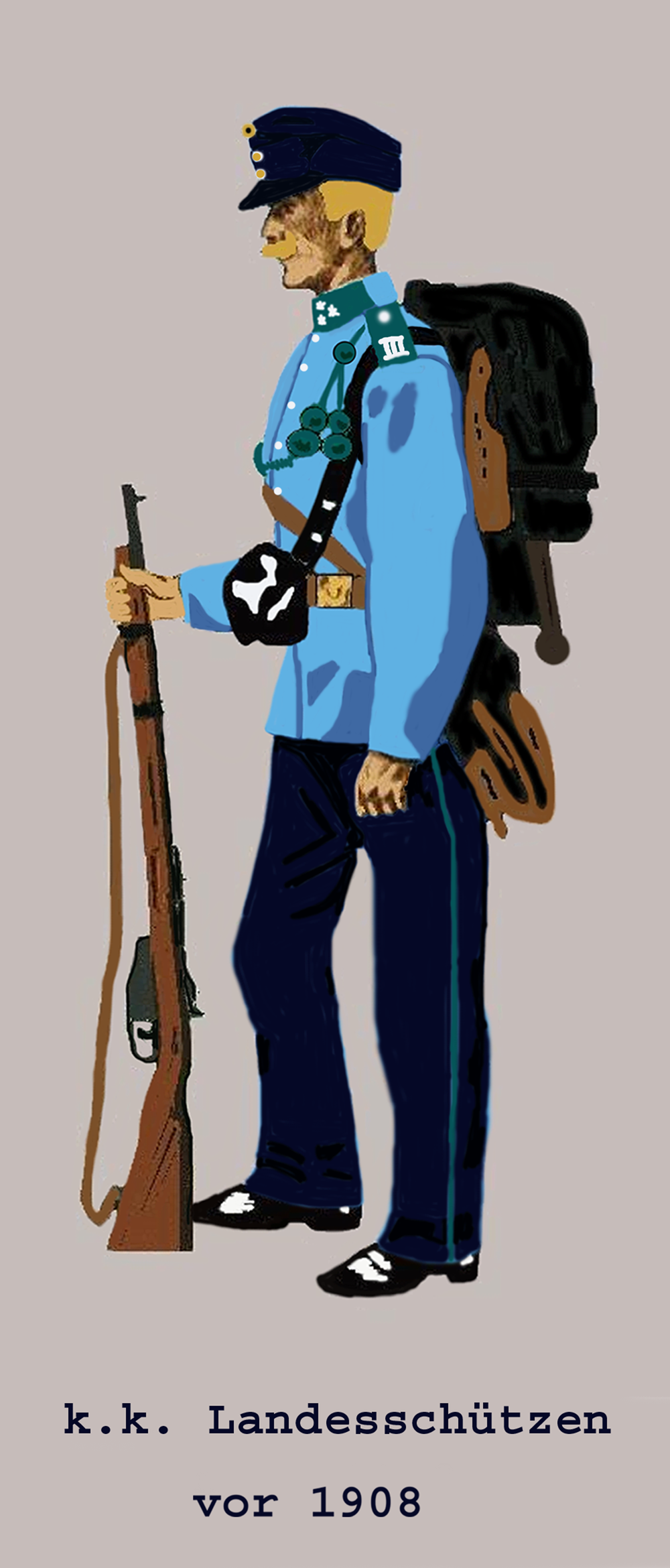
Österrikisk bergsjägare i fältdräkt 1906.
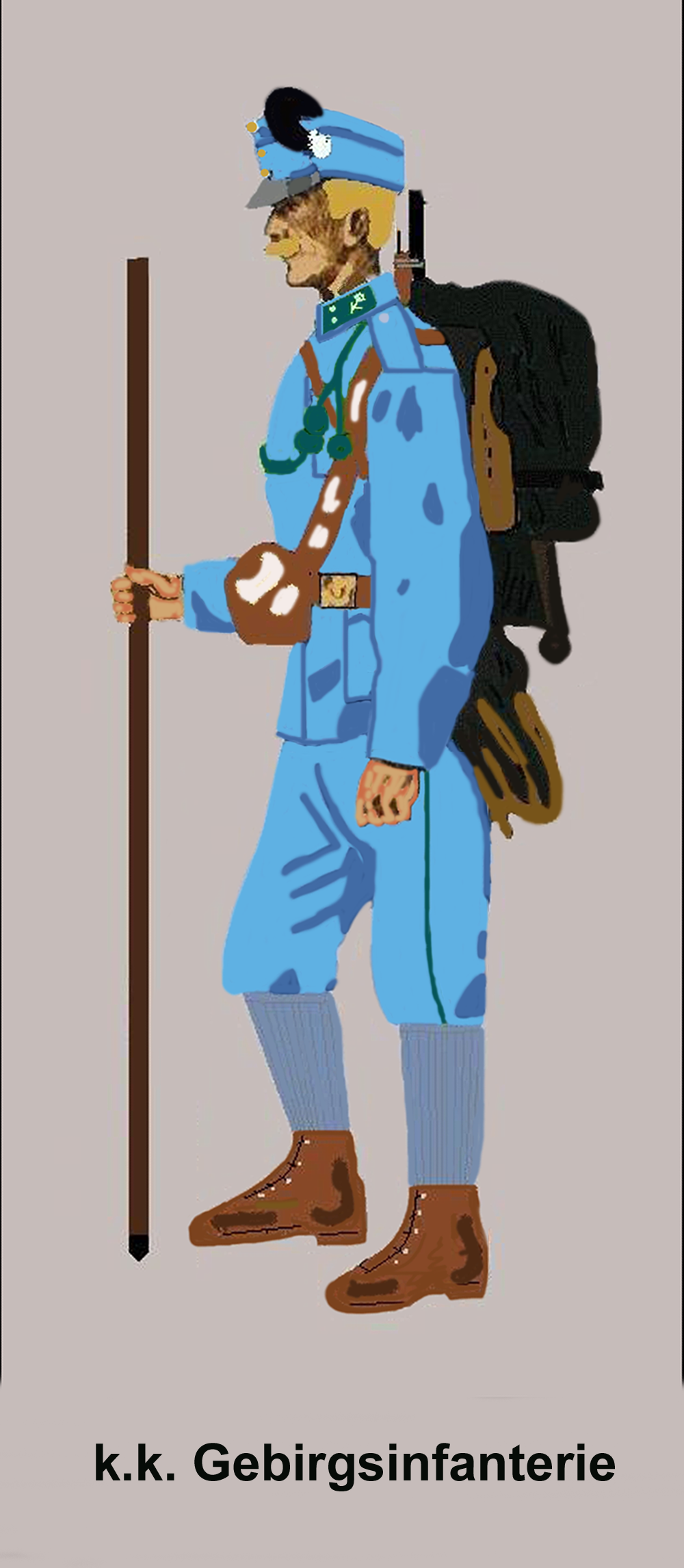
Österrikisk bergsjägare i fältdräkt 1911.
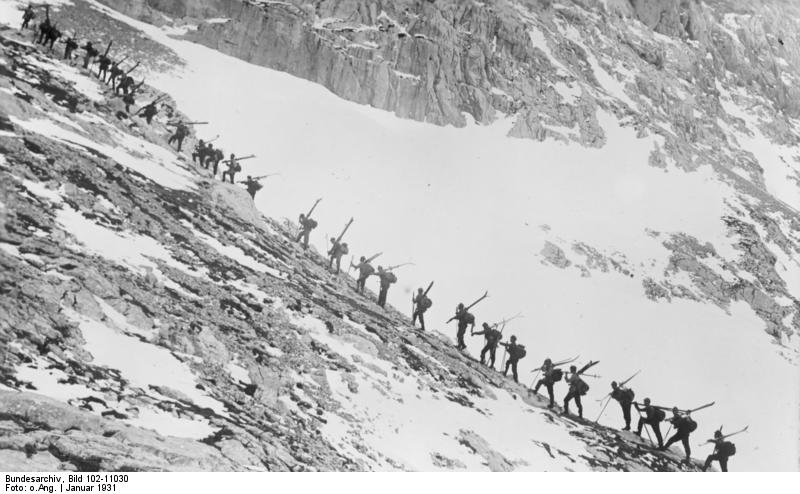
Österrikiska alpjägare på Dachstein 1931.
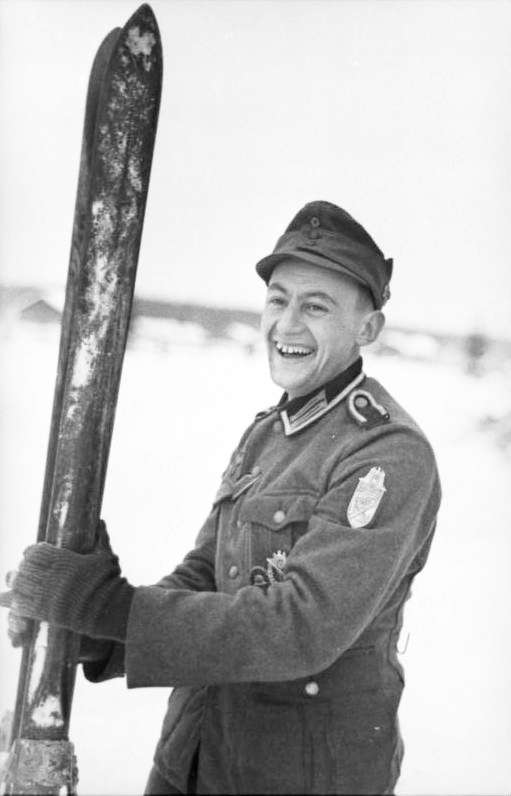
Tysk gebirgsjäger i Norge 1942.
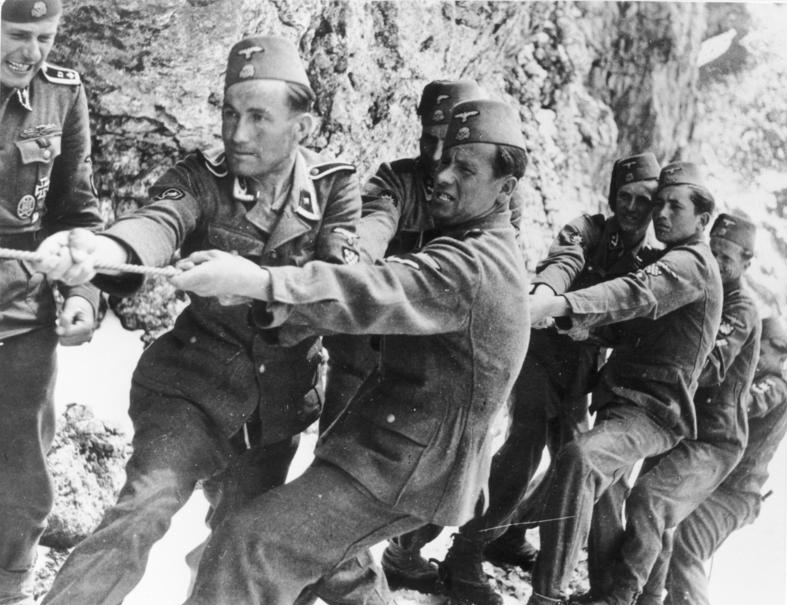
Bosniska gebirgsjäger från 13. Waffen-Gebirgs-Division der SS Handschar (kroatische Nr. 1) 1944.
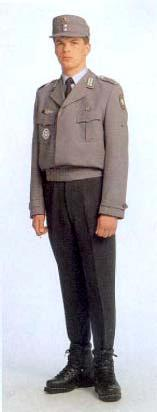
Modern tysk bergsjägare med bergsmössa, skidjacka, skidbyxor och pjäxor (2003).